# Nando Quesada
Fernando Quesada Gallardo (Sabadell, Barcelona, Cataluña, España, 5 de enero de 1994), conocido como Nando Quesada, es un futbolista español. Juega como centrocampista en el C. F. Badalona Futur de la Segunda Federación.

## Trayectoria
Quesada es un centrocampista formado en el F. C. Barcelona, con el que llegó a jugar hasta el juvenil A, e internacional con España en categorías inferiores (sub-16 y sub-17). Inició su carrera profesional en las filas del F. C. Utrecht neerlandés con el que llegó a jugar tres partidos en la Eredivisie con 20 años recién cumplidos, al que llegó muy joven e incluso llegó a ser cedido al Achilles '29 del mismo país. 
En 2016, tras quedarse sin equipo, decidió regresar a España para jugar en las filas de la U. E. Llagostera, donde tuvo minutos en un partido en Segunda División y disputó 16 encuentros la siguiente temporada en Segunda B. En la temporada 2017-18 jugó en las filas de la S. D. Formentera, también de Segunda B, donde ha disputó 33 partidos y anotó dos goles.
En la temporada 2018-19 llegó al Elche C. F. para reforzar al conjunto ilicitano en su regreso a la Segunda División. Antes de comenzar la temporada, fue cedido por una temporada al Atlético Sanluqueño Club de Fútbol del Grupo IV de Segunda División B. El verano siguiente se desvinculó del Elche C. F. y continuó jugando en el Atlético Sanluqueño Club de Fútbol, ya en propiedad del cuadro andaluz.
Para la temporada 2020-21 se incorporó a las filas de la U. D. Melilla que competía en la Segunda División B. A mitad de campaña se marchó al Club Deportivo Ebro. Posteriormente regresó a la S. D. Formentera y, tras un tiempo sin equipo, en agosto de 2024 se unió al C. F. Badalona Futur.

## Clubes
| Club                               | País         | Año       |
| ---------------------------------- | ------------ | --------- |
| F. C. Utrecht                      | Países Bajos | 2014-2015 |
| Achilles '29 (cedido)              | Países Bajos | 2015      |
| U. E. Llagostera                   | España       | 2015-2017 |
| S. D. Formentera                   | España       | 2017-2018 |
| Elche C. F.                        | España       | 2018-2019 |
| Atlético Sanluqueño C. F. (cedido) | España       | 2018-2019 |
| Atlético Sanluqueño C. F.          | España       | 2019-2020 |
| U. D. Melilla                      | España       | 2020-2021 |
| C. D. Ebro                         | España       | 2021-2022 |
| S. D. Formentera                   | España       | 2022-2023 |
| C. F. Badalona Futur               | España       | 2024-     |